# Земляна гадюка товста
Земляна гадюка товста (Atractaspis corpulenta) — отруйна змія з роду земляна гадюка родини Lamprophiidae. Має 3 підвиди. Інша назва «кротова гадюка».

## Опис
Загальна довжина коливається від 34,5 до 50 см. Голова загострена плавно, без різкої межі, переходить у тулуб. Очі маленькі, зіниці круглі. Має довгі отруйні ікла, що можуть складатися. Тулуб щільний, циліндричний з гладенькою лускою. Хвіст короткий (3,3 см), на кінці якого розташовано короткий шип. Забарвлення спини темно-коричневе або чорне. Черево має білий або кремовий колір.

## Спосіб життя
Полюбляє луки, чагарники, напівпустелі. Активна вночі. Значний час проводить під землею, риючи там ходи. Харчується риючими зміями, ящірками, дрібними ссавцями й жабами.
Це яйцекладна змія. Самиці відкладають від 3 до 7 яєць.
Отрута досить небезпечна для життя людини.

## Розповсюдження
Мешкає у Західній Африці: Камерун, Габон, Демократична Республіка Конго, Конго, Кот-д'Івуар, Гана, Центральноафриканська Республіка.

## Підвиди
- Atractaspis corpulenta corpulenta
- Atractaspis corpulenta kivuensis
- Atractaspis corpulenta leucura